# 繳費靈

2010年8月至今的繳費靈標誌

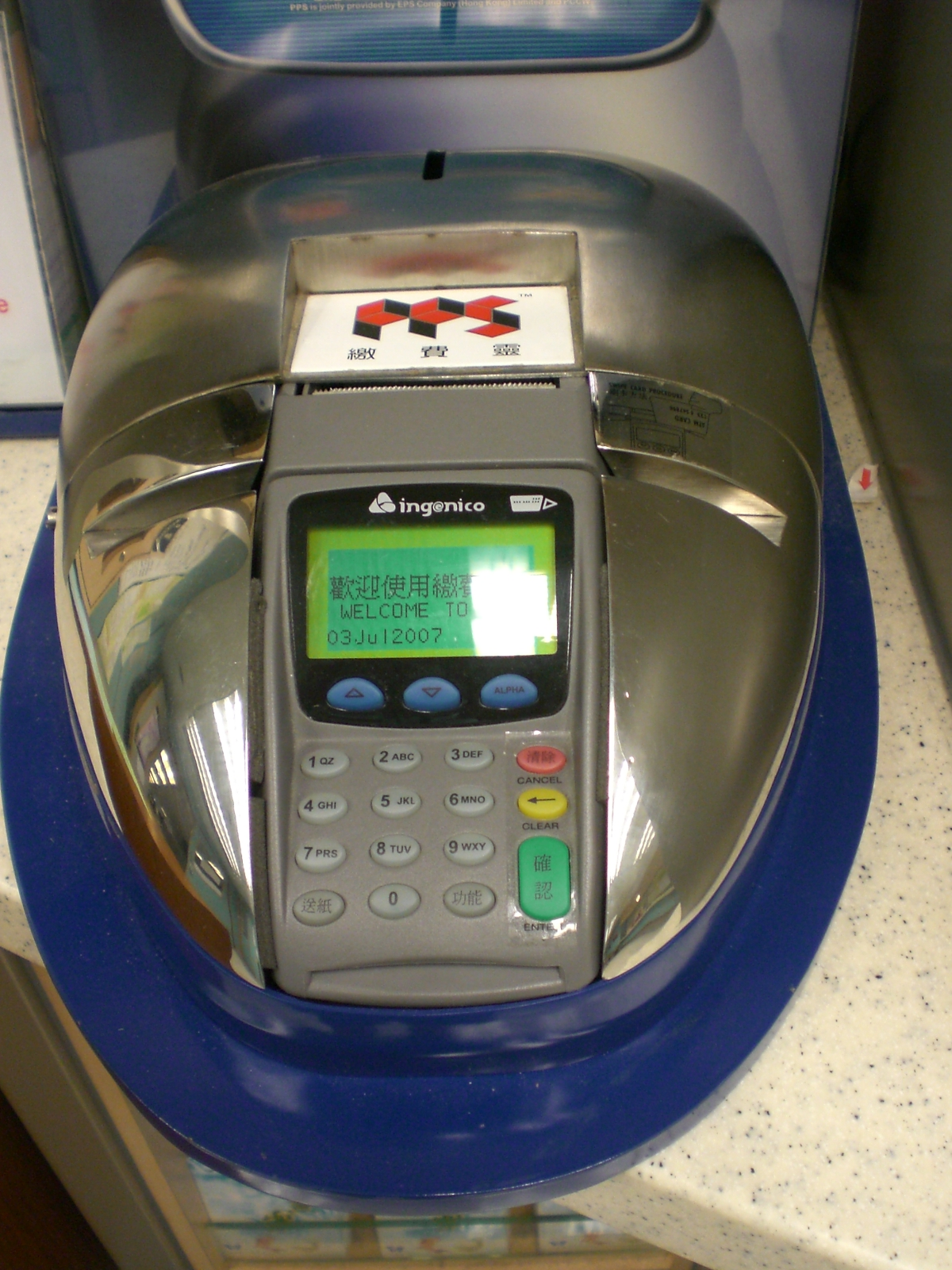
繳費靈舊款終端機，頂部PPS圖案為2010年8月以前的繳費靈標誌

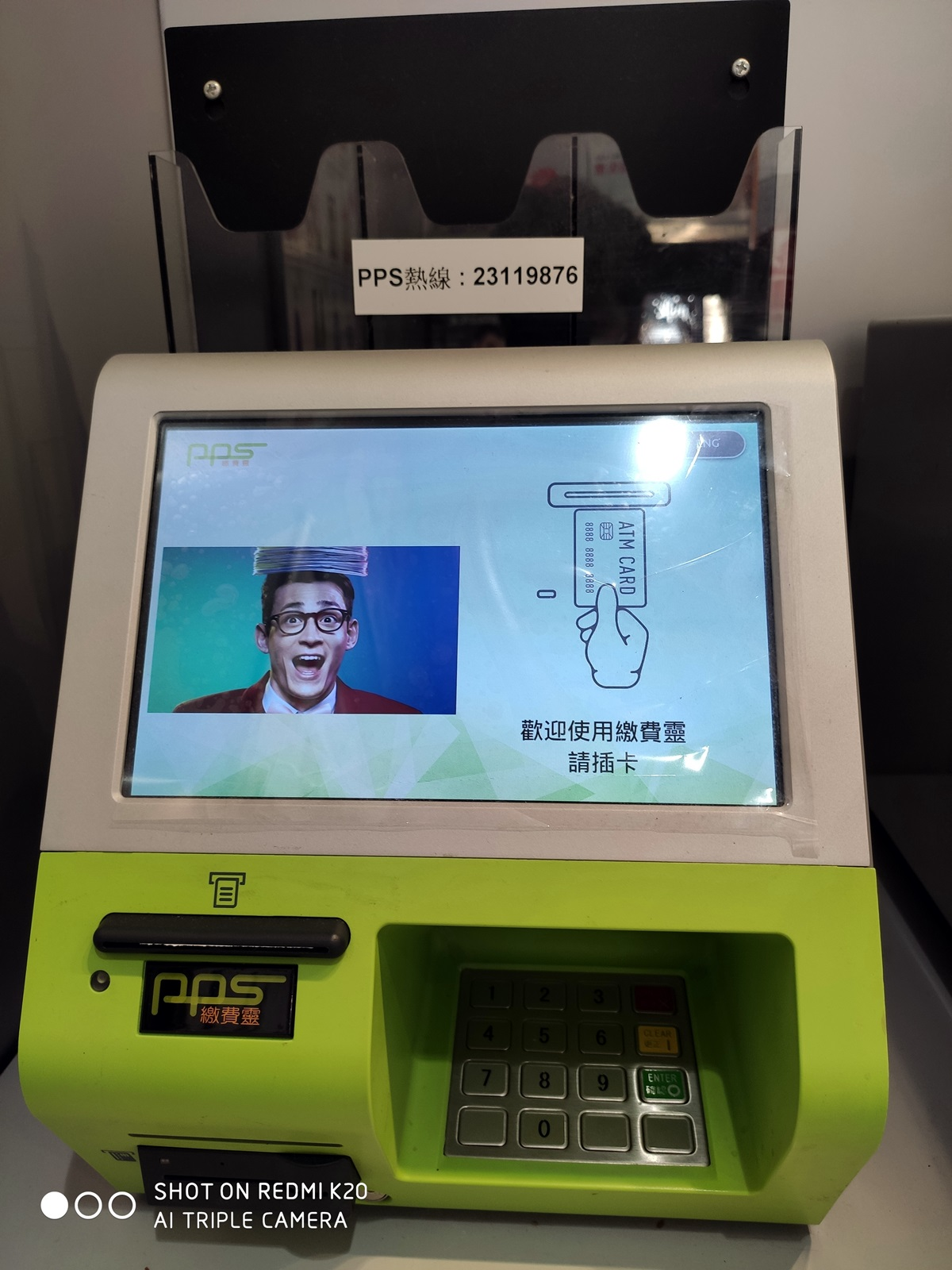
繳費靈新型終端機

繳費靈（PPS）是由香港易辦事系統和香港電訊合辦的電子繳費系統，可以繳交不少香港公用事業、銀行、電訊公司、政府部門、物業管理、信貸機構、證券經紀和教育機構的賬單，亦有部分慈善團體透過繳費靈接受捐款。繳費靈平均每月處理數百萬張的賬單繳費。
繳費靈原名稱為繳費聆（英語原為「Payment by Phone Service」），在1993年開始提供以音頻電話提供繳費服務；1999年加設互聯網繳費服務，中文名字由「聆」改為「靈」，英語名字則改為 PPS 這個縮寫。
繳費靈戶口會與銀行賬戶連結，繳付賬單時款項會從已連結的銀行賬戶中扣除。故此開設繳費靈戶口前，需使用銀行提款卡，或具有提款功能的信用卡，到設於部分公共事業、電訊盈科門市部或OK便利店的繳費靈終端機開設繳費靈戶口。而在使用繳費靈繳交賬單前，需要以電話或互聯網辦理一次賬單登記的步驟，方能繳交，其後再為同一賬單繳費則無須再次登記。
繳費靈亦有提供預設繳賬服務，使用者可以安排最多30天前的預設繳賬，或定期以每月繳賬，類似銀行的自動轉賬服務。另外繳費靈提供的「PPS Visa 匯款服務」亦可將已與繳費靈戶口連結的支賬銀行，支賬至指定海外Visa扣賬卡或信用卡，惟有關服務須支付手續費。近年繳費靈亦加入網上購物服務，於商戶網站直接使用PPS付款用作購物、增值點數咭、報讀課程、繳付政府服務賬項、網上購票等，與其他支付工具競爭。

## 「網上繳費 - 雙重認證」服務
使用繳費靈的繳賬服務支付指定商戶前，凡涉及以下服務都必須使用「網上繳費 - 雙重認證」服務。而使用「網上繳費 - 雙重認證」服務前，必須已在終端機登記個人手提電話號碼。
- 透過網上繳費靈登記指定商戶的賬單
- 透過網上繳費靈首次繳付指定商戶的賬單，但該賬單是使用電話繳費靈登記
- 使用「PPS Visa 匯款」

使用到以上服務時，繳費靈將會以短訊形式發出一個「一次有效密碼」，使用者須按短訊上的密碼在網上確認指定商戶賬單的登記、首次繳賬或匯款。另外，即使用戶已啟用短訊轉傳服務，繳費靈發出的「一次有效密碼」短訊亦只會發送到已登記的手提電話號碼。

## 服務費
一般來說，用戶使用繳費靈毋須付手續費，而商戶則須就每注交易繳付費用予繳費靈。因此有個別收款機構，會將繳費靈向機構收取的手續費的一部份，轉嫁予用戶，與香港部分商戶要求信用卡用戶支付額外服務費類似。例如香港馬會會就每宗經繳費靈的存款收取一元手續費，個別證券行亦會就低額存款收取五元手續費。

## 外部連結
- 繳費靈網站 （页面存档备份，存于）
- 接受繳費靈的商戶名單 （页面存档备份，存于）
- 開設繳費靈戶口地點 （页面存档备份，存于）